# Ruben Rozendaal
Ruben Rozendaal (Paramaribo, 21 september 1956 – aldaar, 1 december 2017) was een Surinaamse militair die betrokken was bij de militaire staatsgreep in Suriname in 1980, en verdachte van de Decembermoorden.

## Biografie
Rozendaal was tijdens de staatsgreep als militair belast met de verovering van de marinebasis, de Memre Boekoe Kazerne, het hoofdbureau van politie, en de munitiebunker aan de Dhoekiweg in Paramaribo.

### Decembermoorden
Volgens de verklaring van Fred Derby, de enige overlevende van de Decembermoorden, was Rozendaal een van de vier militairen die hem thuis ophaalden. Rozendaal bevestigde dat tijdens een verhoor door de Krijgsraad op 23 maart 2012. Bij aankomst op Fort Zeelandia droeg hij Derby over aan Paul Bhagwandas en Benny Brondenstein. Hierna haalde hij André Kamperveen op, samen met de inmiddels overleden Guno Mahadew. Hij zou later nog meer mensen hebben opgehaald.
Tijdens het proces inzake de Decembermoorden verklaarde Rozendaal op 23 maart 2012 onder ede dat Desi Bouterse destijds persoonlijk Cyrill Daal en Soerinder Rambocus had doodgeschoten. Eerder getuigde hij tijdens een zitting op 8 mei 2010 in het voordeel van Bouterse. Kort na deze zitting zou Bouterse Rozendaal tienduizend dollar hebben gegeven.
Op 30 oktober 2017 eiste auditeur-militair Roy Elgin in het Decembermoorden-proces tien jaar gevangenisstraf tegen Rozendaal. Deze was daar zeer ontdaan over; hij had altijd ontkend bij de moorden betrokken te zijn geweest, en had een eis tot vrijspraak verwacht. Een maand later pleegde hij op 61-jarige leeftijd zelfmoord.

### Drugshandel
Na de Sergeantencoup raakte Rozendaal ook betrokken bij drugshandel. In oktober 1988 viel de Braziliaanse politie een appartement in Brazilië binnen en trof daar Bouterse, Rozendaal en Steven Dendoe aan die een groot bedrag bij zich bleken te hebben. De politie was getipt dat dit geld bedoeld zou zijn om cocaïne te kopen, maar kon het bewijs hiervoor niet rond krijgen en kon geen arrestaties verrichten doordat men te vroeg was binnengevallen.